# Caroline Costa
Caroline Costa (Moissac, 9 mei 1996), is een Franse popzangeres die haar debuut maakte in de Franse realityshow 'Incroyable talent.
Haar ouders zijn Portugees, maar leven al lang in Frankrijk.
Het begin van de solocarrière van Caroline is in 2009. In 2009 zong ze een cover met de Spaanse zanger, Abraham Mateo.
Caroline presenteerde het Franse televisieprogramma Kids 20. Sinds 2012 doet ze mee in de musical 'Robin Hood'. Ze speelt de rol van Bedelia, de dochter van de sheriff die verliefd wordt op Adrien, de zoon van Robin. Op 9 juli 2011 komt ze in de populaire televisie show 'Fort Boyard'. Op 15-jarige leeftijd is ze de jongste deelnemer van de show.

## Zangrepertoire
- On a beau dire
- Je t'ai menti (Kill for Lies) (duo with Ulrik Munther)
- Allez viens
- Ce lien
- Ti amo
- J'irai
- Toi et moi
- Comment vivre sans toi
- Je t'emmène
- Danse
- Together

- Bibliothèque nationale de France: cb16271762h (data)
- International Standard Name Identifier: 0000 0001 1925 608X
- Library of Congress Control Number: no2015111353
- MusicBrainz: d4a8a758-d9d3-4c37-af18-7815876dc578
- Système universitaire de documentation: 158879112
- Virtual International Authority File: 170472935
- WorldCat: E39PBJfCBbvgCtMmcwDgPmqfbd